# Аса, Паоло де ла
Па́оло Джанка́рло де ла А́са Урки́са (исп. Paolo Giancarlo De la Haza Urquiza; 30 ноября 1983, Лима, Перу) — перуанский футболист, полузащитник клуба «Депортиво Ллакуабамба».

## Биография

### Клубная карьера
Футболом начал заниматься в Перу. Первым профессиональным клубом был «Спорт Бойз». После играл за клуб «Сьенсиано». В июне 2007 года перешёл в одесский «Черноморец», подписав трёхлетний контракт. В чемпионате Украины дебютировал 1 августа 2007 года в матче против киевского «Динамо» (0:0). 1 декабря 2007 года отметился двумя мячами в воротах киевского «Динамо».
Зимой 2009 года перешёл в перуанский клуб «Альянса Лима». Летом 2009 года перешёл в израильский «Бейтар» из Иерусалима. В марте 2011 года игрок перешёл в китайский футбольный чемпионат, клуб «Цзянсу Сайнти». С 2012 года по 2013 год выступал за «Универсидад Сесар Вальехо». В январе 2014 года стал игроком клуба «Спортинг Кристал». В новой команде взял 25 номер. В январе 2016 года перешёл в клуб «Хуан Аурич»

### Карьера в сборной
В сборной Перу играл с 2003 года по 2012 год. Выступал на Кубке Америки 2007 в Венесуэле.